# Modèle de Kuramoto

Cette image décrit la trajectoire de 100 oscillateurs dont les phases sont initialement uniformément réparties et avec des dérives tirées selon une gaussienne de moyenne nulle de variance .25. Le terme de couplage est de 0.6 Le bruit est d'intensité 0.05.

Le modèle de Kuramoto, proposé pour la première fois par Yoshiki Kuramoto (蔵本 由紀 Kuramoto Yoshiki),, est un modèle mathématique utilisé pour décrire la synchronisation au sein des systèmes complexes. Plus précisément, il s'agit d'un modèle pour le comportement d'un grand nombre d'oscillateurs couplés,. Sa formulation a été motivée par le comportement des oscillateurs dans les systèmes chimiques et biologiques, et il a trouvé de nombreuses applications dans les neurosciences,, ou les oscillations dynamiques de la propagation d'une flamme, par exemple. Kuramoto a été assez surpris lorsque le comportement de certains systèmes physiques, à savoir des réseaux de jonctions de Josephson, s’avéra suivre son modèle.
Le modèle s'appuie sur plusieurs hypothèses : le couplage est ainsi supposé faible, les oscillateurs sont identiques ou presque identiques, et les interactions dépendent sinusoïdalement de la différence de phase entre chaque paire d'objets.

## Définition
Dans la version la plus connue du modèle de Kuramoto, chaque oscillateur est considéré comme ayant sa propre fréquence naturelle et est couplé de manière identique à toutes les autres oscillateurs. Étonnamment, ce modèle non-linéaire peut être résolu exactement, dans la limite où N tend vers l'infini, grâce à une transformation astucieuse et l'application d'arguments d'auto-cohérence.
Cette forme est donc régie par les équations suivantes :
{\displaystyle {\frac {d\theta _{i}}{dt}}=\omega _{i}+{\frac {K}{N}}\sum _{j=1}^{N}\sin(\theta _{j}-\theta _{i}),\qquad i=1\ldots N}
où N est le nombre d'oscillateurs, de phase {\displaystyle \theta _{i}} et de fréquence propre {\displaystyle \omega _{i}} avec un terme de couplage K.
On peut ajouter un bruit pour chaque oscillateur. Dans ce cas, l'équation d'origine devient :
{\displaystyle {\frac {d\theta _{i}}{dt}}=\omega _{i}+\zeta _{i}+{\dfrac {K}{N}}\sum _{j=1}^{N}\sin(\theta _{j}-\theta _{i})}
où {\displaystyle \zeta _{i}} est le terme de bruit. Si l'on considère le cas d'un bruit blanc, on a :
{\displaystyle \langle \zeta _{i}(t)\rangle =0}
{\displaystyle \langle \zeta _{i}(t)\zeta _{j}(t')\rangle =2D\delta _{ij}\delta (t-t')}
avec {\displaystyle D} désignant l'intensité du bruit.

## La transformation
La transformation qui permet de résoudre exactement ce modèle (dans la limite où N → ∞) est la suivante.
On définit les paramètres r et ψ par :
{\displaystyle re^{i\psi }={\frac {1}{N}}\sum _{j=1}^{N}e^{i\theta _{j}}}
Ici r représente la cohérence de phase de l'ensemble des oscillateurs et ψ est la phase moyenne. En multipliant cette équation par {\displaystyle e^{-i\theta _{i}}} on obtient pour la partie imaginaire l'équation :
{\displaystyle {\frac {d\theta _{i}}{dt}}=\omega _{i}+Kr\sin(\psi -\theta _{i})}
Cela permet de découpler les équations des différents oscillateurs. Les paramètres d'ordre gouvernent alors seuls la dynamique. Une transformation supplémentaire est généralement utilisée, afin de forcer la phase moyenne à demeurer nulle ({\displaystyle \psi =0}) en se plaçant dans le référentiel lié à cette dernière. Ainsi les équations se résument à :
{\displaystyle {\frac {d\theta _{i}}{dt}}=\omega _{i}-Kr\sin(\theta _{i})}

## Passage au continu
Considérons maintenant la limite où N tend vers l'infini. Notons g(ω) la distribution des fréquences propres des oscillateurs (que l'on supposera normalisée), et {\displaystyle \rho (\theta ,\omega ,t)} la densité d'oscillateurs de phase θ et de fréquence ω au temps t.  Par normalisation, on a : 
{\displaystyle \int _{-\pi }^{\pi }\rho (\theta ,\omega ,t)\,d\theta =1}
L'équation de continuité pour les oscillateurs implique
{\displaystyle {\frac {\partial \rho }{\partial t}}+{\frac {\partial }{\partial \theta }}(\rho v)=0}
où v est la vitesse de dérive des oscillateurs obtenue en prenant la limite N infinie dans l'équation transformée :
{\displaystyle {\frac {\partial \rho }{\partial t}}+{\frac {\partial }{\partial \theta }}[\rho \omega +\rho Kr\sin(\psi -\theta )]=0}
Pour finir, il faut adapter la définition des paramètres d'ordre à la limite continue où {\displaystyle \theta _{i}} est remplacé par sa moyenne statistique sur l'ensemble des {\displaystyle \omega }. La somme devient une intégrale :
{\displaystyle re^{i\psi }=\int _{-\pi }^{\pi }e^{i\theta }\int _{-\infty }^{\infty }\rho (\theta ,\omega ,t)g(\omega )\,d\omega \,d\theta }

## Solutions
L'état incohérent dans lequel tous les oscillateurs dérivent aléatoirement correspond à la solution {\displaystyle \rho =1/(2\pi )}. Dans ce cas,  {\displaystyle r=0} et il n'y a pas de cohérence possible entre les oscillateurs. Les phases se répartissent uniformément dans tout l'espace possible et la population est dans un état stationnaire statistique (et ceci bien que la phase de chaque oscillateur continue d'évoluer à sa fréquence propre ω).
Pour un terme de couplage K suffisant, une solution synchronisée est possible. Dans l'état entièrement synchronisé, tous les oscillateurs partagent une fréquence commune bien que leurs phases puissent être différentes.
Une solution pour le cas d'une synchronisation partielle correspond à un état dans lequel une fraction seulement des oscillateurs (ceux dont la fréquence propre est proche de la fréquence moyenne) se synchronisent ; les autres dérivant de manière incohérente. Mathématiquement, la distribution des oscillateurs est la somme de deux termes :
{\displaystyle \rho =\delta \left(\theta -\psi -\arcsin \left({\frac {\omega }{Kr}}\right)\right)}
pour les oscillateurs cohérents, et, pour les oscillateurs libres :
{\displaystyle \rho ={\frac {\alpha }{(\omega -Kr\sin(\theta -\psi ))}}}
{\displaystyle \alpha } est une constante de normalisation. Cette limite apparaît lorsque {\displaystyle |\omega |<Kr}.

## Variantes du modèle

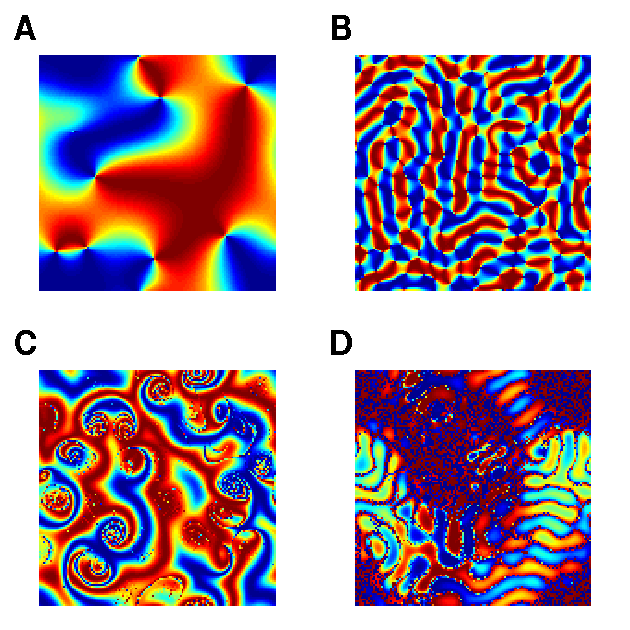
Différents motifs de synchronisation dans des réseaux bi-dimensionnels d'oscillateurs de type Kuramoto avec différentes fonctions d'interactions et pour différentes topologies de couplage. (A) Moulins à vent. (B) Vagues. (C) Chimères. (D) Combinaison de vagues et de chimères. La couleur indique la phase des oscillateurs.

Il y a deux types de variations possibles autour du modèle original présenté ci-dessus. On peut modifier la structure topologique du modèle ou bien modifier la forme fonctionnelle du terme de couplage du modèle.

### Variantes topologiques
Au-delà du modèle original basé sur une topologie complète, il est possible d'utiliser une approche similaire de champ moyen pour une topologie en réseau suffisamment dense (voir les sections transformation et limite du continu ci-dessus). On peut aussi étudier des modèles dans lesquels la topologie est locale, par exemple des chaînes ou des anneaux unidimensionnels. Pour de telles topologies dans lesquelles les couplages ne décroissent pas en 1/N, il n'est pas possible d'appliquer l'approche canonique de champ moyen. On doit alors se reposer sur des analyses au cas par cas en utilisant les symétries lorsqu'elles existent.
Des synchronisations uniformes, en vagues ou en spirales peuvent être directement observées dans des réseaux de Kuramoto bidimensionnels avec des termes de couplages diffusifs. La stabilité des vagues dans ces modèles peut être déterminée analytiquement en utilisant les méthodes d'analyse de stabilité de Turing. Les synchronisations uniformes tendent à être stables lorsque les couplages sont partout positifs tandis que des vagues apparaissent lorsque les termes de longues portées sont négatifs (couplage locaux inhibiteurs). Vagues et synchronisation sont connectées par une branche de solution topologiquement distinctes, nommées les rides. Ce sont des déviations spatialement périodiques de faible amplitude qui émergent de l'état uniforme (ou des vagues) à travers une bifurcation de Hopf. L'existence de telles solutions fut prédites par Wiley, Strogatz and Girvan sous le terme de « multi-twisted q-states ».

### Variantes fonctionnelles
Kuramoto choisit d'approximer l'interaction entre les phases de deux oscillateurs par sa première composante de Fourier, c'est-à-dire {\displaystyle \Gamma (\phi )=\sin(\phi )}, où {\displaystyle \phi =\theta _{j}-\theta _{i}}. 
De meilleures approximations peuvent être obtenues en incluant les termes d'ordre supérieur, 
{\displaystyle \Gamma (\phi )=\sin(\phi )+a_{1}\sin(2\phi +b_{1})+...+a_{n}\sin(2n\phi +b_{n})}
où les paramètres {\displaystyle a_{i}} et {\displaystyle b_{i}} doivent être ajustés. Par exemple, la synchronisation entre les éléments d'un réseau de neurones de Hodgkin-Huxley faiblement couplé peut être reproduite en utilisant des oscillateurs couplés utilisant les 4 premières composantes de Fourier de la fonction d'interaction. L'introduction de termes supérieurs dans les interactions de phases peut aussi induire des phénomènes intéressants de synchronisation tels que les cycles hétérocliniques (en) ou des systèmes chaotiques.